# 福間郵便局
福間郵便局（ふくまゆうびんきょく）は、福岡県福津市にある郵便局である。民営化前の分類では集配普通郵便局であった。

## 概要
所在地：〒811-3299 福岡県福津市中央6-18-7

### 過去に存在した分室
- 〒811-3225 福岡県福津市東福間1-3-3

## 沿革
- 1880年（明治13年）11月1日 - 下西郷（しもさいごう）郵便局（五等）として開設[1]。
- 1883年（明治16年）8月 - 下西郷ノ内福間郵便局に改称。
- 1885年（明治18年）10月1日 - 貯金取扱を開始。
- 1886年（明治19年）6月1日 - 下西郷村福間郵便局に改称。
- 1890年（明治23年）4月1日 - 福間郵便局に改称。
- 1892年（明治25年）2月1日 - 貯金取扱を開始。
- 1958年（昭和33年）8月1日 - 畦町郵便局[2]から電話交換事務の取扱を移管[3]。
- 1967年（昭和42年）6月11日 - 電話交換、和文電報配達、欧文電報受付・配達および国際電報受付・配達業務を福間電報電話局に移管。
- 1978年（昭和53年）9月1日 - 特定郵便局から普通郵便局へ局種別改定[4]。
- 1999年（平成11年） - 外国通貨の両替および旅行小切手の売買に関する業務取扱を開始。
- 2007年（平成19年）10月1日 - 民営化に伴い、併設された郵便事業福間支店に一部業務を移管。
- 2012年（平成24年）10月1日 - 日本郵便株式会社発足に伴い、郵便事業福間支店を福間郵便局に統合。

## 取扱内容
- 郵便、印紙、ゆうパック、内容証明
- 貯金、為替、振替、振込、国際送金、国債、投資信託
- 生命保険、バイク自賠責保険、自動車保険
- ゆうちょ銀行ATM
- 福津市内の一部地域（旧福間町域）の集配業務
- ゆうゆう窓口

## 周辺
- 福間病院
- 福津市立福間小学校
- 国道495号

## アクセス
- JR鹿児島本線 福間駅から徒歩約10分
- 西鉄バス 福間局前停留所下車
- 九州自動車道 古賀ICから北へ約5km
- 駐車場あり：11台